# Constantino Consiglio
Constantino Consiglio (Paola, 11 aprile 1954) è un ex calciatore maltese, di ruolo difensore.

## Carriera

### Nazionale
Ha collezionato 11 presenze con la propria Nazionale.